# Еврейская община Николаева

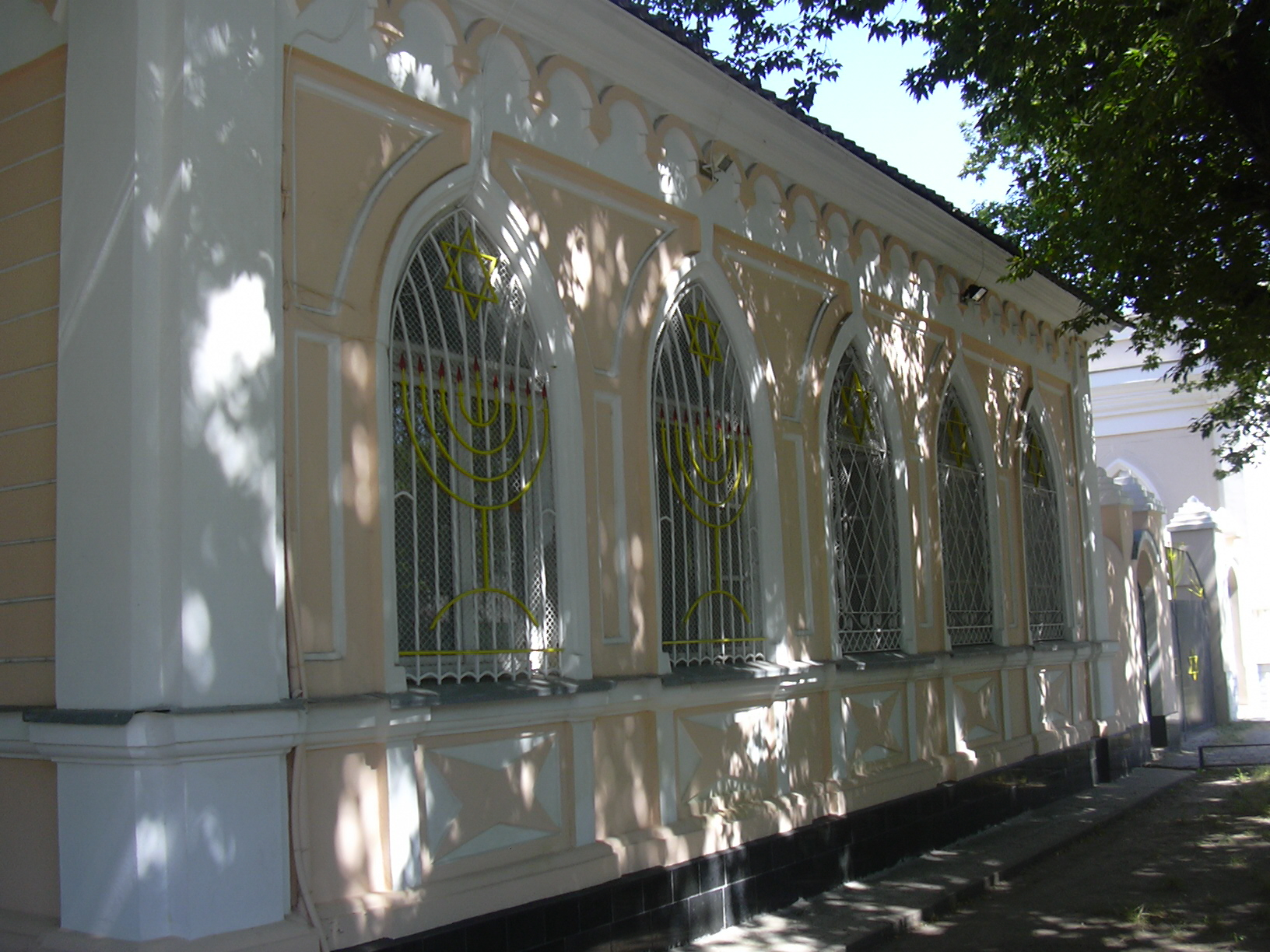
Николаевская синагога, 2007 год.

Еврейская община— религиозное объединение евреев города Николаев.  
Лидером общины является раввин Шалом Готтлиб

## История
Еврейская община образовалась в Николаеве практически с самого основания города в Российской империи. Евреи занимались преимущественно торговлей и аптекарским делом. В 1822 году на Черниговской улице (дом № 13) была возведена Старая синагога. При синагоге действовал молитвенный дом и школа. В 1884 году на углу Большой Морской и Фалеевской улиц была возведена двухэтажная Хоральная синагога. В марте 1885 состоялся торжественный обряд помещения в Арон-а-Кодеш свитков Торы. 

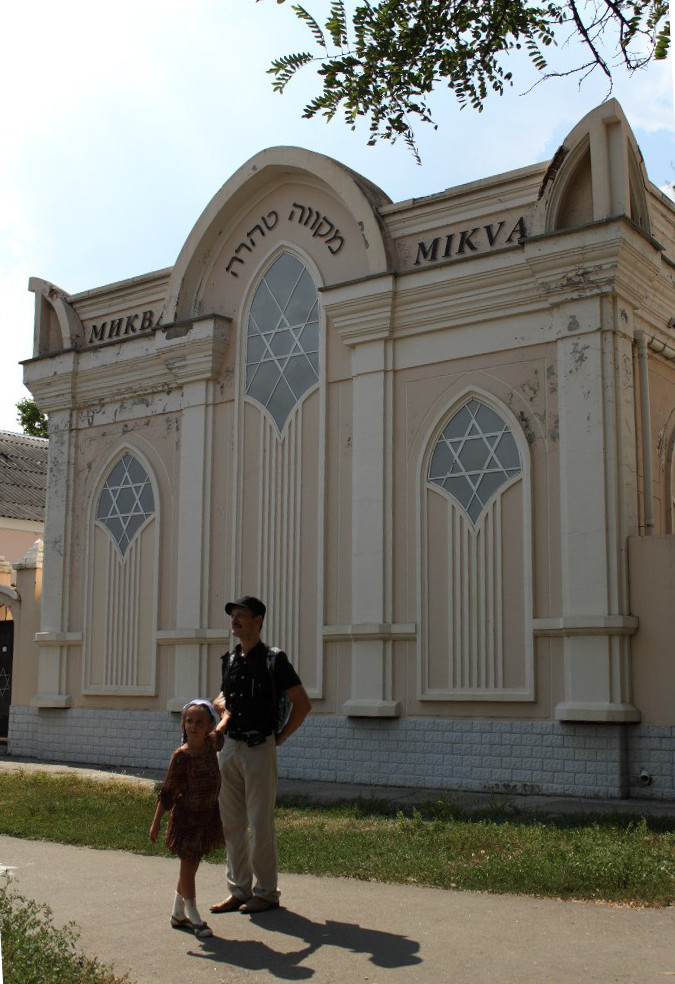
Миква Николаевской синагоги.

Примечателен факт рождения в 1902 году в Николаеве Менахема Менделя Шнеерсона — одного из виднейших еврейских деятелей XX века, седьмого и последнего любавичского ребе. В марте — апреле 2002 года в Николаеве прошли многочисленные мероприятия, связанные с его 100-летним юбилеем.
Хоральную синагогу закрыли в 1928 года (здание превращено в клуб для рабочих-евреев), а Старую синагогу — в 1935 году. К 1941 году в Николаеве оставался один молитвенный дом «Хабад» (по улице Шевченко, дом № 56) — большое одноэтажное здание, в котором после войны находился молитвенный дом христиан-баптистов.
9 декабря 1946 года зарегистрирована еврейская религиозная община города. Верующих в то время было всего 549 человек. Поскольку молитвенный дом «Хабад» был отдан баптистам, то решили вернуть небольшой молитвенный дом «Ашкенази» на улице Черниговской, дом № 19. Раввином избран Моисей Фукс, которому в то время было уже 72 года. Прихожанами в основном являлись пожилые люди. На большие праздники приглашали из Одессы или Львова канторов, так как своего не было. Содержалась синагога за счёт пожертвований прихожан. Со смертью очередного раввина 21 апреля 1962 года по решению Николаевского облисполкома УССР единственная синагога в области была закрыта. В 1970 году последние 7 экземпляров Торы были переданы Одесской религиозной общине. 
4 августа 1992 года в Николаеве вновь была открыта синагога в старом здании молитвенной школы улице Карла Либкнехта, дом № 15. Помощь в этом оказал высокопоставленный работник компании ЧерноморСофт Вячеслав Молдавский. 
Первым раввином стал гражданин США Бэролл Антипис, а председателем еврейского религиозного общества избран Борух Китниц. В начале сентября 1999 года, накануне еврейского нового года, николаевских евреев посетил министр Израиля по делам религии Ицхак Коэн. Среди сопровождавших гостя в Николаеве были председатель Израильского культурного центра в Киеве Шмуэл Ливне и раввин Херсона Иосиф Вольф.
При общине действует еврейская национальная школа «Ор Менахем», детский сад «Хая Мушка»
Издается газета «Яхад»